# Хеги, Густав
Густав Хеги (нем. Gustav Hegi; 1876—1932) — швейцарский ботаник-систематик и политический деятель.

## Биография
Густав Хеги родился 13 ноября 1876 года в городе Риккенбах близ Цюриха в семье священника Густава Хеги и его жены Бабетты Бенц. В 1879 году семья Хеги переехала в долину реки Тосс, где и прошло детство Густава. С 1891 года Густав Хеги учился в гимназии в Винтертуре, где познакомился с ботаником Робертом Келлером. Поступил в Цюрихский университет, где слушал лекции профессора Ханса Шинца, в 1900 году окончил его со степенью магистра.
С 1902 года Хеги работал куратором в Мюнхенском ботаническом саду. В 1905 году он получил степень доктора философии в Мюнхенском университете, с 1910 года был адъюнкт-профессором.
В 1910 году Хеги был назначен швейцарским консулом в Мюнхене, с 1920 года был генеральным консулом. В 1926 году из-за болезни Густав Хеги был вынужден оставить дипломатию, а через год ушёл в отставку и с поста профессора университета.
23 апреля 1932 года Густав Хеги скончался.
Основная часть гербарных образцов растений, собранных Г. Хеги, хранится в Мюнхенской Государственной ботанической коллекции (M).

## Некоторые научные публикации
- Hegi, G. (1902). Das obere Tösstal. 434 p.
- Hegi, G.; Dunzinger, G. (1905). Beiträge zur Pflanzengeographie der bayerische Alpenflora. 189 p.
- Hegi, G. et al. (1906—1931). Illustrierte Flora von Mittel-Europa. 7 vols.

## Растения, названные в честь Г. Хеги
- Euphrasia hegii Vollm., 1907 [= Euphrasia minima Jacq. ex DC., 1805]